# Třída Izumo
Třída Izumo (japonsky: いずも型護衛艦, Izumogata Goeikan) je třída víceúčelových vrtulníkových torpédoborců stavěných pro Japonské námořní síly sebeobrany (JMSDF). Jako torpédoborce jsou kategorizovány z politických důvodů. Fakticky se jedná o nosiče vrtulníků. Vlastnění útočných letadlových lodí Japonsku zakazuje jeho ústava. Primární úlohou plavidel je protiponorkové hlídkování, mohou ale plnit i další role, například přepravu výsadku, humanitární mise, či doplňování paliva dalším lodím.
Objednány byly dvě jednotky této třídy, přijaté do služby v letech 2015-2017. Ve službě nahradily dvojici vrtulníkových torpédoborců třídy Širane. Prototypová jednotka Izumo byla na vodu spuštěna v den 68. výročí svržení atomové bomby na Hirošimu. Třída představuje největší japonské válečné lodě postavené od doby druhé světové války.
Roku 2018 byl zahájen proces modernizace obou jednotek na lehké letadlové lodě vybavené kolmostartujícími letouny F-35B Lightning II. Izumo byla na letadlovou loď upravena v letech 2020-2021.

## Jednotky třídy
Oba torpédoborce této třídy postavila japonská loděnice IHI Marine United ve městě Jokohama.
Jednotky třídy Izumo:
| Název           | Zahájení stavby | Spuštěna na vodu | Uvedena do služby | Poznámka                   |
| --------------- | --------------- | ---------------- | ----------------- | -------------------------- |
| Izumo (DDH-183) | 27. ledna 2012  | 6. srpna 2013    | 25. března 2015   | aktivní, náhrada za Širane |
| Kaga (DDH-184)  | 7. října 2013   | 27. srpna 2015   | 22. března 2017   | aktivní, náhrada za Kurama |

## Konstrukce

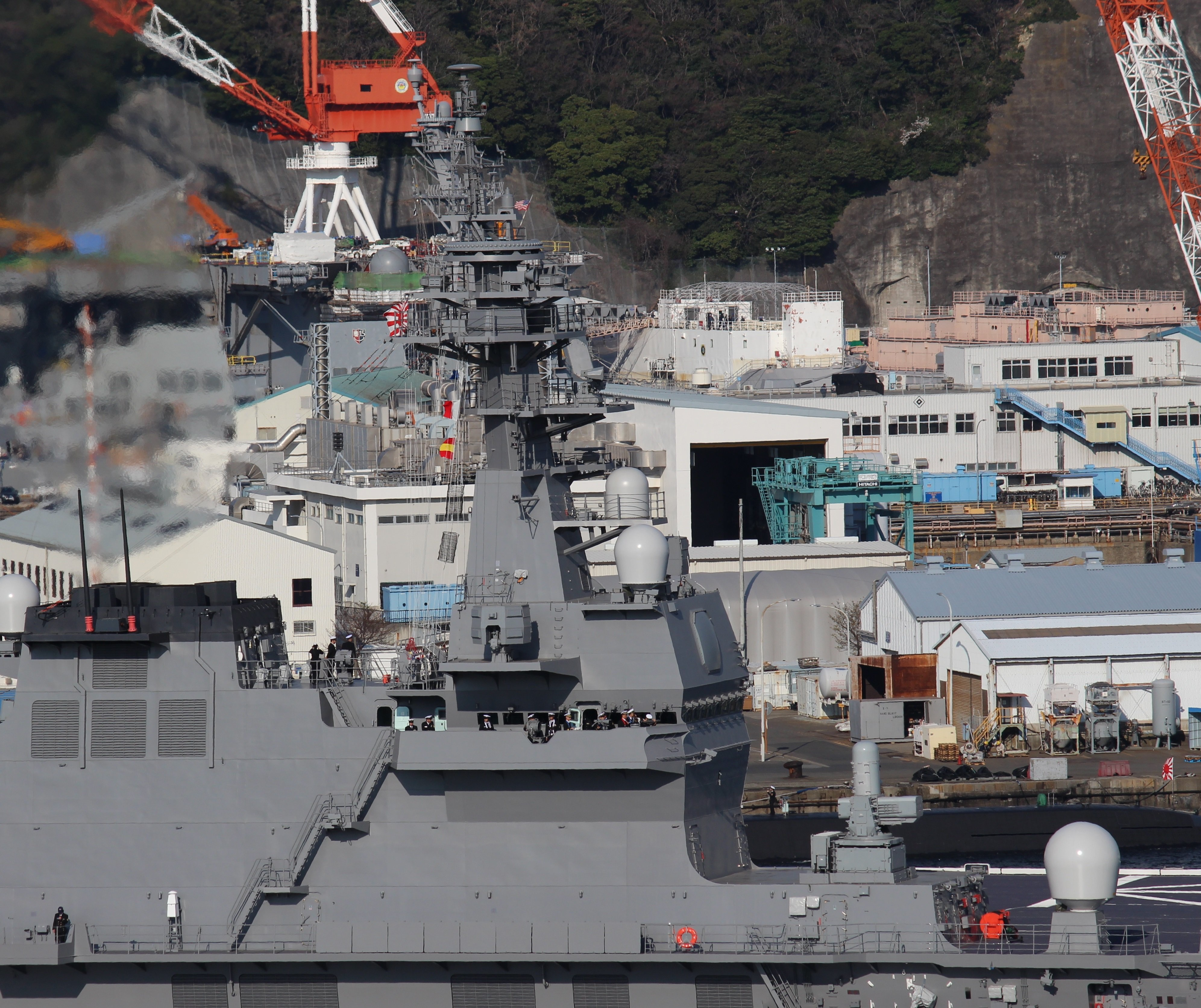
Detail můstku

Plavidla mají průběžnou letovou palubu po celé délce s ostrovem na pravoboku. Trup a nástavby mají stealth tvarování. Na letové palubě se nachází pět přistávacích bodů. Je plánováno, že jedna loď běžně ponese sedm protiponorkových a dva záchranné vrtulníky. Skutečná kapacita rozměrných plavidel je ale výrazně větší - cca 30 strojů. Nesené vrtulníky jsou typu SH-60J/K a MCH-101.
Pro případ nasazení v roli výsadkových plavidel jsou plavidla vybaveny nákladovou palubou přístupnou pomocí ramp. Přepravovat mohou až 500 vojáků a padesát 3,5 t vozidel. Nenesou výsadkové čluny.
K vlastní obraně plavidla slouží dva 20mm kanónové komplety blízké obrany Phalanx a dva raketové komplety RIM-116 RAM, každý nesoucí 21 protiletadlových řízených střel.
Pohonný systém je koncepce COGAG. Tvoří ho čtyři plynové turbíny General Electric LM2500. Lodní šrouby jsou dva. Nejvyšší rychlost dosahuje 30 uzlů.

### Modernizace pro nesení letounů F-35B

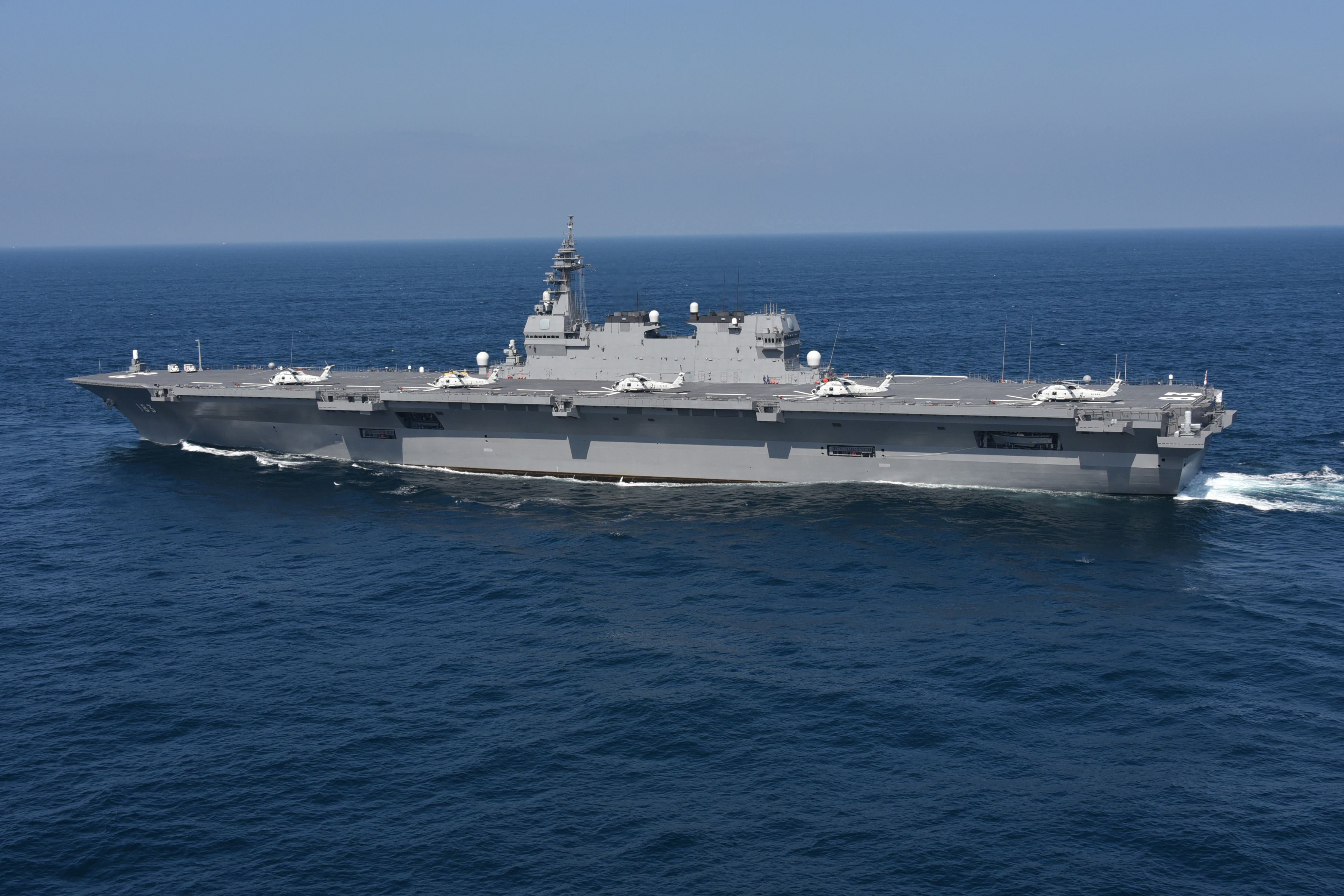
Izumo

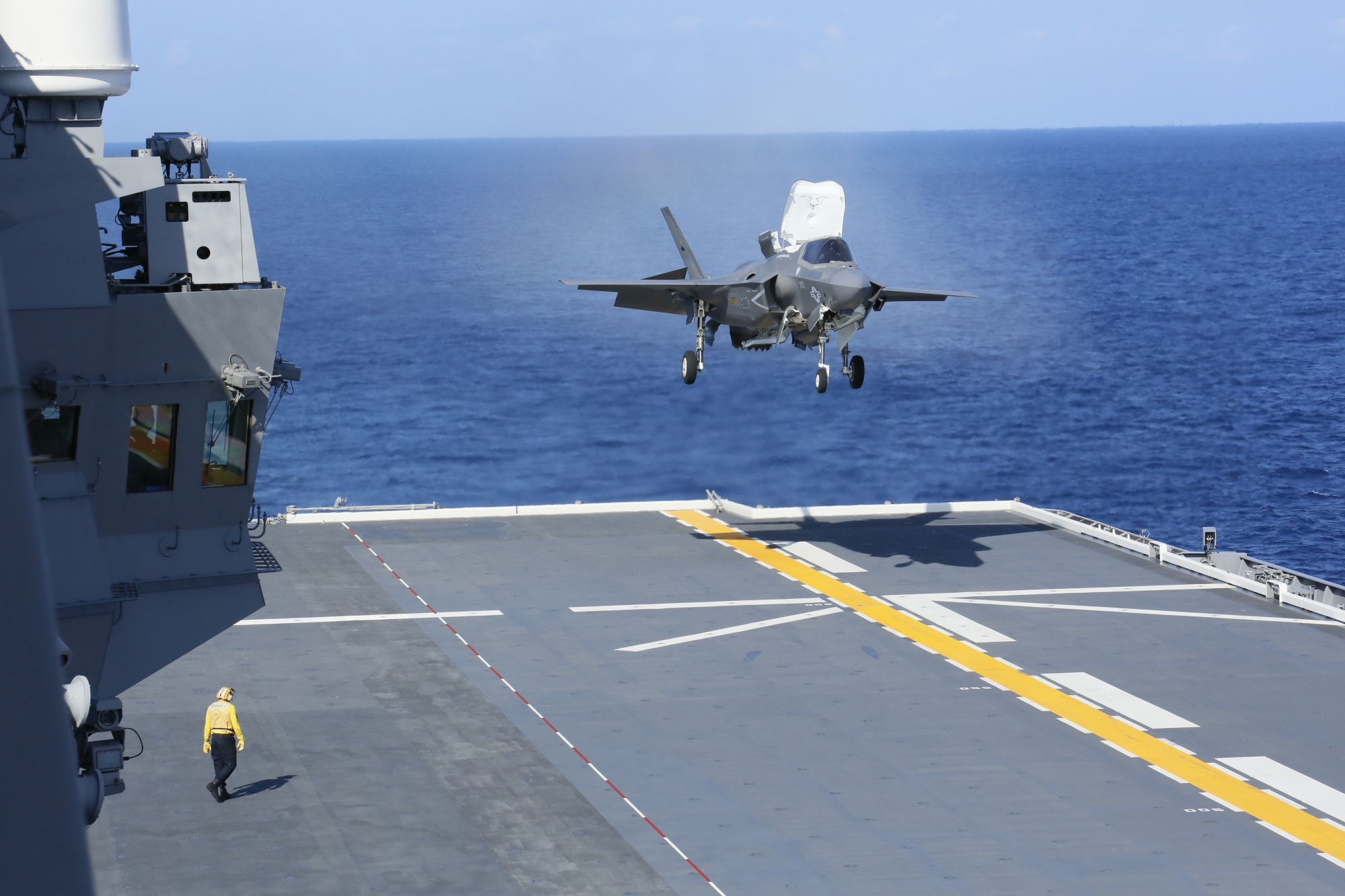
První zkoušky F-35B na Izumo

V listopadu 2018 japonská vláda rozhodla o zakoupení amerických bojových letounů s krátkým vzletem a kolmým přistáním (STOVL) F-35B. Pro jejich provoz byly vybrány nosiče třídy Izumo, což si však vynutilo řadu úprav obou plavidel. Dle informací Nippon News Network (NNN) se Japonsko rozhodlo posílit kapacity svého námořnictva v reakci na námořní expanzi Čínské lidové republiky.
Ve fiskálním roce 2020 byly vyčleněny prostředky na první modifikace nosiče Izumo, přičemž dokončení úpravy sesterské lodě Kaga bylo plánováno na fiskální rok 2022. První etapa modernizace Izumo proběhla v letech 2020-2021. V říjnu 2021 na plavidle začaly testy bojových letounů F-35B Lightning II patřících námořní pěchotě Spojených států amerických. Výsledky zkoušek měly být zohledněny při případných dalších úpravách plavidel. F-35B Lightning II na palubě Izumo poprvé přistál 5. října 2021. Bylo to poprvé od konce druhé světové války, kdy japonská válečná loď hostila bojová letadla.
Dne 24. března 2022 loděnice Japan Marine United (JMU) v Kure zahájila čtrnáctiměsíční modernizaci sesterského plavidla Kaga na lehkou letadlovou loď. Rozsah prací byl v tomto případě větší, než u první etapy modernizace Izumo. Mimo jiné šlo o změnu půdorysu přídě z lichoběžníkového na obdelníkový, aplikaci žáruvzdorného povrchu letové paluby, úpravu osvětlení, řízení letového provozu, elektroniky a palivového systému. Dne 2. dubna 2024 námořnictvo informovalo o dokončení této první etapy modernizace plavidla Kaga.
Na roky 2024-2026 byla naplánována druhá etapa modernizace Izumo, mimo jiné zahrnující rekonfiguraci interiéru a instalaci amerického systému navedení na přistání EMALS. Následně má být stejným způsobem upravena i Kaga. Dokončení přestavby obou plavidel je plánováno na fiskální rok 2027.